# Rødulv
Rødulven (Canis rufus) er et dyr i hundefamilien. Den når en længde på 1-1,2 m med en hale på 25-35 cm og vejer 18-41 kg. Den blev i 1970'erne anset for uddød i naturen. I 1987 blev rødulven genindført i den amerikanske delstat North Carolina. Den vildtlevende bestand er nu på omkring 100 dyr. I alt er verdensbestanden på ca. 270 dyr, de sidste 170 lever i fangenskab. Den er dermed den mest truede hundeart.